# 古田武彦
古田 武彦（ふるた たけひこ、1926年（大正15年）8月8日 - 2015年（平成27年）10月14日）は、日本の思想史学者・古代史家。元昭和薬科大学教授。専門は親鸞等の日本中世思想史。

## 人物

### 出生から高校教員時代
福島県喜多方市生まれ。旧制中学の英語教師をしていた父親の転勤にともなって、広島県に育つ。旧制広島高校を経て、1945年（昭和20年）、東北帝国大学法文学部日本思想史学科に入り村岡典嗣に師事する。1948年（昭和23年）に大学卒業。
大学卒業後は公立高等学校教員（地方公務員）となり長野県松本深志高等学校教諭、神戸森高等学校講師、兵庫県立湊川高等学校教諭、京都市立洛陽工業高等学校教諭として国語科・社会科を教える。在職中から、親鸞に関する研究で知られた。家永教科書裁判では、親鸞に関する記述について、原告（家永三郎）側証人となった。

### 文献史学研究での活動
1969年（昭和44年）、『史学雑誌』に邪馬壹国説を発表。1970年（昭和45年）に教職を離れ、以後研究に専念する。九州王朝説を中心とする独自の古代史像を提示し、学界の通説に再検討を迫る。
このなかには神武天皇実在説など「記紀」の内容を信用したうえでの説があるため釈古派や右翼とも言われている。また好太王碑の改竄否定説を主張。1985年には自説を証明するために好太王碑の現地調査を行い「碑文に意図的な改ざんは認められない」と結論付けるなど、自説証明のために積極的に活動したため学界からも一定の評価を得た。古田の論文は史学雑誌や史林にも掲載されたこともあり学会の注目を受けたほか、初期はマスコミからも取り上げられることは少なくなかった。
それにより、多くの支持者・賛同者を集めるとともに、自説を巡って安本美典など多くの研究者と論争を繰り広げた。一時は高校教科書の脚注に仮説（邪馬壹国説、また親鸞研究時代の内容）が掲載されたこともある。賛同者・読者の会として「市民の古代研究会」が組織され、1979年（昭和54年）より雑誌『市民の古代』が刊行された。
親鸞研究でも注目を集め、1975年（昭和50年）に偽書説が定説であった三夢記の真作説を唱え、学界での論争のキッカケとなった。1979年（昭和54年）度、龍谷大学文学部非常勤講師。1984年（昭和59年）4月より1996年（平成8年）3月まで昭和薬科大学（文化史研究室＝歴史学）教授。

### 『東日流外三郡誌』研究の開始とその影響
『東日流外三郡誌』などの和田家文書と出会い、その内容を肯定的に評価した。さらに後年、同書に対して「偽書ではないか」との強い疑念が提出されて以降も、所蔵者の和田喜八郎を支持する姿勢を貫き、昭和薬科大学の「紀要」に論文を記載するなど、積極的な研究をしていた。それをきっかけとして、市民の古代研究会の分裂を招くに至り、運営に当たっていた関西を中心とした一部の会員が古田から離れた。ただし、神代文字や和田家文書以外の古史古伝一般については充分な研究が必要として扱うのに消極的だった。
1996年（平成8年）3月に昭和薬科大学を定年退職した後、京都府向日市に戻り、執筆・講演活動を続けた。2006年（平成18年）5月には雑誌『なかった 真実の歴史学』を創刊し、直接編集にあたった。
昭和薬科大学の文化史研究室は、古田の退職後廃止された。市民の古代研究会は古田から独立した研究会としてしばらく存続したが、雑誌は終刊となり、2002年（平成14年）12月に解散した。古田を支持して脱退した人々は「古田史学の会」「多元的古代研究会」など複数の研究会を結成し、連合して年刊の雑誌『新・古代学』を発行していた｡この中で古田は、和田家文書偽書派の主張に対して反論を行っている。

### 「寛政原本」発見とその後
2007年（平成19年）、古田は『東日流外三郡誌』の「寛政原本」を発見したと主張し､翌年にはその写真版を出版した。この書籍には、笠谷和比古（国際日本文化研究センター研究部教授）による鑑定文が収録されている。一方、和田喜八郎の筆跡と一致しているとする主張や、表紙は和田喜八郎の筆跡で中身は僧侶が漢詩をつくるための覚書（おそらくは寺院からの流出物）と思われるものであるとする主張がある。
2009年（平成21年）、国記と天皇記からの引用を和田家文書の中から発見したと主張した。それと同時に『なかった』を休刊する。
2010年（平成22年）から、『「邪馬台国」はなかった』『失われた九州王朝』『盗まれた神話』以下、古代史関係の著作をミネルヴァ書房より「古田武彦・古代史コレクション」として復刊。また、2011年（平成23年）9月10日にミネルヴァ日本評伝選として『俾弥呼（ひみか） 鬼道に事え、見る有る者少なし』を発刊した。
2015年（平成27年）10月14日、京都市西京区の病院で死去。

## 仮説とその批判

### 仮説
- 『魏志倭人伝』にある国の名を邪馬台国とせず、現在伝わる「魏志倭人伝」の原文通りに「邪馬壹国」の表記[注釈 10]が正しいとする。所在地を博多湾岸とする。
- 『魏志倭人伝』のみならず魏晋朝では1里75m～90mの短里が公式に用いられたとする。
- 『魏志倭人伝』にある裸国、黒歯国は南米大陸北半（エクアドル）にあるとする。エクアドルの歴史参照
- 金印を賜った倭奴国から一貫して、倭国は、九州王朝であるとする。白村江の戦いによって急激に衰退し、分家である近畿皇室（日本国）に吸収されたとみる。
- 須久岡本遺跡（福岡県春日市）の弥生王墓の年代は3世紀まで下るとする（通説では後1世紀頃）。
- 三角縁神獣鏡について通説だった魏鏡説を批判、国産説を唱える。
- 九州王朝説をはじめ、列島各地に王権が存在したとする「多元的古代史観」を提唱。稲荷山古墳金錯銘鉄剣銘文の分析などから、関東にも大王がいたとする。
- 福澤諭吉の『学問のすすめ』冒頭の一文「天は人の上に人を造らず人の下に人を造らず」は『東日流外三郡誌』からの引用とする[注釈 11]。
- 酒匂景信が持ち帰った好太王碑の拓本は改竄されていなかったとする（古田武彦の説で唯一定説になったもの）。

### 研究スタイル
- 原文に忠実な文献の解読を求めている。従前より行われているような、歴史的資料の校訂、原文改定を批判している[要出典]。
- 学界でタブー視されることの多い[要出典]「神武天皇実在説」を主張している。この点は論敵である安本美典と同じ見解である。「古事記や日本書紀の記述において鵜呑みにできないのは、天皇の代数ではなく在位年数である」という点においても、安本美典の主張と古田の主張は一致している（何故在位年数が鵜呑みにできないのかという点では、古田は2倍年歴を主張しているが、安本は自説にヒントを得たものだと指摘している）。また古田の場合、神武天皇を九州王朝の分流の一地方豪族として捉えている。[15]
- “記紀の近畿天皇家一元史観を疑う点で「疑古派」だが、書かれている内容を後代の造作として全否定しない点で「釈古派」である”というのが、記紀に対する古田のスタンスである。今は古田と袂を分かったかつての賛同者の中にも、古田武彦が『東日流外三郡誌』を支持した件について、「書かれている内容をまず信用するというのが古田武彦の研究スタンスであり、それがために騙されたのであろう」という擁護意見がある。ただし、資料の扱いが恣意的であると批判を受けることもある[要出典]。

### 評価
- 独特な文体と論理構造から、他分野の研究者や一般の読者には支持者も多い[要出典]。
- 「邪馬壹国」説の発表当初は、『史学雑誌』の「回顧と展望」で取り上げられた。
- 『東日流外三郡誌』騒動で一時期のブームは去った。ただし、広開土王碑文改竄説を否定したこと、親鸞研究での評価はいまだに高い。[注釈 12]
- 中小路駿逸（元追手門学院大学教授）によれば、「大和なる天皇家の王権が7世紀より前から日本列島の唯一の中心権力者であった」とする日本古代史の「一元通念」を否定した点が最も大きな貢献とされる。一元通念が論証を経たものではなく、日中の文献や考古学的な遺物も多元的古代史観によって無理なく理解できると主張している[16]。
- 科学雑誌「Newton」の創刊者であり編集長をつとめた竹内均（東京大学名誉教授）は『Newton』誌上に古田説を支持する解説を掲載している。『Newton』1989年9月号 特集「大特集 邪馬壹国は九州にあった！」参照。同誌には、古田も寄稿している。しかし、『Newton』1993年10月号 特集「徹底検証 邪馬台国ミステリー」では、邪馬壹国ではなく邪馬台国と表記し、邪馬台国論争を特集している。
- 古田説の支持者としては、西村俊一（東京学芸大学元教授、日本国際教育学会元会長）が知られている。また川端俊一郎（経済学者、北海商科大学名誉教授）には古田説を支持する著作がある[17]。森嶋通夫（経済学者、ロンドン大学名誉教授）は古田と対談している[18]。安川寿之輔（名古屋大学名誉教授）も一時期は古田説を支持し、2006年（平成18年）には古田と対談している[19]。平山洋によると、2007年（平成19年）に安川は古田説への支持（『学問のすすめ』冒頭の一文は『東日流外三郡誌』からの盗用とする説）を撤回している[20][21]。さらに安川は高文研刊行書籍の正誤一覧に掲載した正誤表において公式に古田説への支持を撤回した[22]。なお、古田は盗用ではなく引用としている。

- 昭和薬科大学で古田に師事した原田実（作家・偽史研究家）は、古田の没後、『東日流外三郡誌』に対する古田の姿勢を「誤謬に固執した」[23]「詭弁の域に入っていた」[24]と評した。また、恩師である古田が『東日流外三郡誌』真書説にのめりこむ姿は、現在の原田の偽書に対するスタンスに大きな影響を与えたと語った[25]。

- 聖徳太子や仏教の研究者である石井公成は自身のブログにて、九州王朝論者を「妙なことを聞いて飛びつき、それを知っている自分は優位な存在だと思いこんで、自分たちの目から見たら間違った常識に従っているとしか思えない世間の人々の迷妄を解いてあげようとする困った人たち」と述べ、「中でも、とりわけ強引な主張を展開しているのが、現代の偽作である『東日流外三郡誌』を真作だと強弁した晩年の古田武彦直系の古田史学の会です」と批判している[26]。

## 思想
『東日流外三郡誌』否定派の論文は反共雑誌『ゼンボウ』にも掲載された。最大の論敵安本美典は新しい歴史教科書をつくる会賛同者であった。一方で、古田は共産党系雑誌である「文化評論」に論文を掲載したことがある。また、古田と親交のあった藤田友治は、「大阪唯物論研究会哲学部会」のイデオローグでもあった。
しかし、古田はいわゆる左翼思想家ではないとする見方もある。
- 和田家文書の「寛政原本」について「いずれも江戸時代中に作成された文献と認められる」「これを近世文書と思わない人はいませんよ」と述べ古田を擁護した笠谷和比古は新しい歴史教科書をつくる会の後継組織の一つである保守系団体教科書改善の会に参加している[29]。
- 平野貞夫などの保守政治家とも親しく、また、嘗ては「反韓主義者」とされていた[注釈 14]。

- 日本が闘った第二次世界大戦について、太平洋戦争や十五年戦争ではなく大東亜戦争が「歴史上、実在した名称」としている。これについては「“大東亜共栄”の“名分”とは裏腹に、中国を侵略し、アジアの人々、そしてアジアにいた世界各地の人々を或は“侮辱”し、或は“殺戮”した。その現の証拠として、わたしはこの歴史的用語をあやまたず、忘れず用いたい」ことが理由である[30]が、この古田の用語の使用例については日中戦争を日支事変と述べたり[31]安川寿之輔との対談においても「太平洋戦争（大東亜戦争）」と「大東亜戦争」の表記を併記させるなど[32]徹底している。

- 松本深志高校教員時代は、社会科学研究会によるソ連賛美の展示を糾弾した。後年も、引揚者に対するソ連兵の暴行・略奪行為を批判していた[要出典]。さらに靖国神社へのA級戦犯祭祀に賛成もしている。ただし、西南戦争で西郷軍側で戦った戦没者や、大東亜戦争で死んだアメリカ側の兵士も祭祀すべきである、ともしている[31]。

- 君が代は九州王朝の讃歌であるという立場であるが日の丸については「“日の丸”の、日本列島という「海中の火山島”あるいは「海中の岩島」における歴史は、あまりにも遠く、かつあまりにも永い」とし、日の丸を日本による過去の侵略の象徴とする主張に対して「十八世紀から二十世紀にかけて、ヨーロッパの列強は、そろってアジアを犯した」「“日の丸”の “とりかえ“ を要求する人々は、もしその人々に同じき“良心”が存在するならば、“列強の国旗すべて”の “とりかえ“ を強く要求しなければ、およそ“すじ”が通らない」と批判している[30]。

## その他
- 史学会、日本思想史学会、学士会会員[33]。
- 1964年（昭和39年）の「近代法の論理と宗教の運命」（『神の運命』所収）は、金沢大学暁鳥賞受賞。
- 中嶋嶺雄は松本深志高校での教え子。2005年（平成17年）9月24日、中嶋を会長とする支持者の別組織、「新東方史学会」が立ち上げられた。
- 哲学者の山田宗睦は、『魏志倭人伝の世界 邪馬台国と卑弥呼』（教育社歴史新書、1979年）等古田説に依拠した古代史関連書籍を執筆している。
- 松本英一、平野貞夫ら研究地ゆかりの参議院議員と交流あり。
- 元タレント上岡龍太郎は熱心な読者であり、「鶴瓶上岡パペポTV」でも言及することがあった。古田主宰のシンポジウムでパネリストを務めたり、古田と対談するなど親しくしている。
- 古田の著書『「邪馬台国」はなかった』（角川文庫版）には小松左京による書評が付されており、著書『邪馬一国への道標』には対談が収録されている[34]。
- 古田は著書中で高木彬光の『邪馬台国の秘密』について感想を述べている[35]。その後、高木は古田説についての著書（反論）を発表している[36]。

## 主な著作

### 論文
- 「邪馬壹国」『史学雑誌』78(9),pp.1347-1385（1969年）
- 「好太王碑文「改削」説の批判」『史学雑誌』82(8),pp.1161-1200（1973年）
- 「魏晋（西晋）朝短里の史料批判」『古代学研究』73,pp.1-12（1974年）
- 「多元的古代の成立」『史学雑誌』91(7),pp.1140-1163（1982年）
- 「九州王朝の史料批判」『学士会会報』857,pp.129-133（2006年）
- 『開かれた多元史観の道』

### 単著
- 『邪馬台国はなかった－解読された倭人伝の謎－』（1971年、朝日新聞社、のち角川文庫、朝日文庫に収録）
- 『失われた九州王朝－天皇家以前の古代史－』（1973年、朝日新聞社、のち角川文庫、朝日文庫に収録）
- 『盗まれた神話－記・紀の秘密－』（1975年、朝日新聞社、のち角川文庫、朝日文庫に収録）
- 『邪馬壹国の論理－古代に真実を求めて－』（1973年、朝日新聞社）
- 『邪馬一国への道標』（1978年5月18日、角川文庫）
- 『ここに古代王朝ありき - 邪馬一国の考古学－』（1979年、朝日新聞社）
- 『関東に大王あり－稲荷山鉄剣の密室－』（1979年11月5日、創世紀）
- 『邪馬一国の証明』（1980年、角川文庫）論文集
- 『多元的古代の成立「上」－邪馬壹国の方法－』（1983年3月25日、駸々堂）論文集
- 『多元的古代の成立「下」－邪馬壹国の展開－』（1983年4月20日、駸々堂）論文集
- 『よみがえる九州王朝ー幻の筑紫舞－』（1983年6月20日、角川書店角川選書）
- 『古代は輝いていた一－『風土記』にいた卑弥呼－』（1984年11月20日、朝日新聞社、のち1988年に朝日文庫に収録）
- 『古代は輝いていた二－日本列島の大王たち－』（1985年2月10日、朝日新聞社、のち1988年に朝日文庫に収録）
- 『古代は輝いていた三－法隆寺の中の九州王朝－』（1985年4月5日、朝日新聞社、のち1988年に朝日文庫に収録）
- 『古代史を疑う』（1985年10月21日、駸々堂）
- 『古代の霧の中から－出雲王朝から九州王朝へ－』（1985年11月30日、駸々堂）
- 『よみがえる卑弥呼－日本国はいつ始まったか－』（1987年10月20日、駸々堂）
- 『倭人伝を徹底して読む』（1987年11月20日、大阪書籍）
- 『まぼろしの祝詞誕生－古代史の実像を追う－』（1988年5月15日、新泉社）
- 『古代は沈黙せず』（1988年6月10日、駸々堂）
- 『吉野ケ里の秘密－解明された「倭人伝」の世界－』（1989年6月30日、光文社カッパブックス）
- 『真実の東北王朝』（1990年6月19日、駸々堂）
- 『「君が代」は九州王朝の讃歌－市民の古代 別巻2－』（1990年7月10日、新泉社）
- 『古代史60の証言－金印から吉野ケ里まで、九州の真実－』（1991年2月28日、カタリベ文庫）
- 『日本古代新史－増補、邪馬一国の挑戦－』（1991年4月20日、新泉社）
- 『「君が代」、うずまく源流－市民の古代別巻3－』（1991年6月5日、新泉社）
- 『九州王朝の歴史学－多元的世界への出発－』（1991年6月18日、駸々堂）
- 『古代史をひらく－独創の13の扉－』（1992年6月25日、原書房）
- 『すべての日本国民に捧ぐ－古代史－日本国の真実－』（1992年12月1日、新泉社）
- 『古代史をゆるがす－真実への7つの鍵－』（1993年11月30日、原書房）
- 『人麿の運命』（1994年3月3日、原書房）
- 『日本書紀を批判する－記紀成立の真相－』（1994年4月5日、新泉社）
- 『古代通史－古田武彦の物語る古代世界－』（1994年10月20日、原書房）
- 『海の古代史 黒潮と魏志倭人伝の真実』（1996年10月14日、原書房）
- 『神の運命－歴史の導くところへ－』（1996年10月14日、明石書店）
- 『失われた日本 Japan behind Japan』（1998年2月19日、原書房）
- 『古代史の未来』（1998年2月27日、明石書店）
- 『日本の秘密－「君が代」を深く考える』（2000年1月28日、五月書房）
- 『古代史の十字路－万葉批判』（2001年4月20日、東洋書林）
- 『九州王朝の論理』2000年5月20日、明石書店）
- 『壬申大乱』（2001年10月25日、東洋書林）
- 『俾弥呼 鬼道に事え、見る有る者少なし』（2011年9月、ミネルヴァ書房（ミネルヴァ日本評伝選）） ISBN 978-4-623-06148-8
- 『真実に悔いなし 親鸞から俾弥呼へ日本史の謎を解読して』（2013年9月、ミネルヴァ書房（シリーズ「自伝」my life my world）） ISBN 978-4-623-06752-7

#### 古田武彦・古代史コレクション
2010年（平成22年）から、絶版になり入手が困難になっていた古田武彦の古代史関係の著作を新装版の形で再刊する「古田武彦・古代史コレクション」企画が、ミネルヴァ書房より刊行を開始した。これに含まれる書目には、1970年代から1980年代にかけて角川文庫で、また1980年代から1990年代にかけて朝日文庫に収録されたもののすべてが含まれているため、最大で4度目の再刊になるものもある。各巻とも「日本の生きた歴史」が補章として書き加えられている。
| 番号 | 書名                   | 副題                     | 初版出版社       | 初版 刊行年月日 | 角川文庫版 刊行年月日 | 朝日文庫版 刊行年月日 | 刊行年月日 | ISBN                   | 備考                     |
| ---- | ---------------------- | ------------------------ | ---------------- | --------------- | --------------------- | --------------------- | ---------- | ---------------------- | ------------------------ |
| 1    | 「邪馬台国」はなかった | 解読された倭人伝の謎     | 朝日新聞社       | 1971年11月11日  | 1977年10月10日        | 1993年1月             | 2010年2月  | ISBN 978-4-623-05178-6 | 古田古代史三部作第一弾   |
| 2    | 失われた九州王朝       | 天皇家以前の古代史       | 朝日新聞社       | 1973年8月       | 1979年3月             | 1993年2月             | 2010年2月  | ISBN 978-4-623-05184-7 | 古田古代史三部作第二弾   |
| 3    | 盗まれた神話           | 記・紀の秘密             | 朝日新聞社       | 1975年2月       | 1979年6月             | 1994年1月             | 2010年3月  | ISBN 978-4-623-05185-4 | 古田古代史三部作第三弾   |
| 4    | 邪馬壹国の論理         | 古代に真実を求めて       | 朝日新聞社       | 1975年10月      | 無し                  | 無し                  | 2010年6月  | ISBN 978-4-623-05216-5 |                          |
| 5    | ここに古代王朝ありき   | 邪馬一国の考古学         | 朝日新聞社       | 1979年6月       | 無し                  | 無し                  | 2010年9月  | ISBN 978-4-623-05217-2 |                          |
| 6    | 倭人伝を徹底して読む   | 無し                     | 大阪書籍         | 1987年11月20日  | 無し                  | 1992年8月             | 2010年12月 | ISBN 978-4-623-05218-9 | 朝日カルチャーブックス76 |
| 7    | よみがえる卑弥呼       | 日本国はいつ始まったか   | 駸々堂           | 1987年10月20日  | 無し                  | 1992年6月             | 2011年9月  | ISBN 978-4-623-06055-9 |                          |
| 8    | 古代史を疑う           | 無し                     | 駸々堂           | 1985年10月21日  | 無し                  | 無し                  | 2011年12月 | ISBN 978-4-623-06056-6 |                          |
| 9    | 古代は沈黙せず         | 無し                     | 駸々堂           | 1988年6月10日   | 無し                  | 無し                  | 2012年1月  | ISBN 978-4-623-06057-3 |                          |
| 10   | 真実の東北王朝         | 無し                     | 駸々堂           | 1990年6月19日   | 無し                  | 無し                  | 2012年3月  | ISBN 978-4-623-06058-0 |                          |
| 11   | 人麿の運命             | 無し                     | 原書房           | 1994年3月3日    | 無し                  | 無し                  | 2012年4月  | ISBN 978-4-623-06059-7 | 古田万葉論三部作第一弾   |
| 12   | 古代史の十字路         | 万葉批判                 | 東洋書林         | 2001年4月20日   | 無し                  | 無し                  | 2012年6月  | ISBN 978-4-623-06060-3 | 古田万葉論三部作第二弾   |
| 13   | 壬申大乱               | 無し                     | 東洋書林         | 2001年10月25日  | 無し                  | 無し                  | 2012年8月  | ISBN 978-4-6230-6061-0 | 古田万葉論三部作第三弾   |
| 14   | 多元的古代の成立 上巻  | 邪馬壹国の方法           | 駸々堂出版       | 1983年3月       | 無し                  | 無し                  | 2012年12月 | ISBN 978-4-6230-6453-3 |                          |
| 15   | 多元的古代の成立 下巻  | 邪馬壹国の展開           | 駸々堂出版       | 1983年4月       | 無し                  | 無し                  | 2012年12月 | ISBN 978-4-6230-6454-0 |                          |
| 16   | 九州王朝の歴史学       | 多元的世界への出発       | 駸々堂出版       | 1991年5月       | 無し                  | 無し                  | 2013年3月  | ISBN 978-4-6230-6455-7 |                          |
| 17   | 失われた日本           | 古代史以来の封印を解く   | 原書房           | 1998年2月       | 無し                  | 無し                  | 2013年9月  | ISBN 978-4-6230-6456-4 |                          |
| 18   | よみがえる九州王朝     | 幻の筑紫舞               | 角川書店         | 1983年1月       | 無し                  | 無し                  | 2014年3月  | ISBN 978-4-6230-6665-0 | 角川選書40               |
| 19   | 古代は輝いていた 1     | 風土記にいた卑弥呼       | 朝日新聞社出版局 | 1984年11月      | 無し                  | 1988年4月             | 2014年4月  | ISBN 978-4-6230-6666-7 | 古代通史第一弾           |
| 20   | 古代は輝いていた 2     | 日本列島の大王たち       | 朝日新聞社出版局 | 1985年1月       | 無し                  | 1988年5月             | 2014年5月  | ISBN 978-4-6230-6667-4 | 古代通史第二弾           |
| 21   | 古代は輝いていた 3     | 法隆寺の中の九州王朝     | 朝日新聞社出版局 | 1985年3月       | 無し                  | 1988年6月             | 2014年7月  | ISBN 978-4-6230-6668-1 | 古代通史第三弾           |
| 22   | 古代の霧の中から       | 出雲王朝から九州王朝へ   | 徳間書店         | 1985年12月      | 無し                  | 無し                  | 2014年9月  | ISBN 978-4-6230-6669-8 |                          |
| 23   | 古代史をひらく         | 独創の13の扉             | 原書房           | 1992年9月       | 無し                  | 無し                  | 2015年3月  | ISBN 978-4-6230-6670-4 |                          |
| 24   | 古代史をゆるがす       | 真実への7つの鍵          | 原書房           | 1993年11月      | 無し                  | 無し                  | 2015年7月  | ISBN 978-4-6230-6671-1 |                          |
| 25   | 邪馬一国への道標       | 無し                     | 講談社           | 1978年5月18日   | 1982年6月             | 無し                  | 2016年1月  | ISBN 978-4-6230-6672-8 |                          |
| 26   | 邪馬一国の証明         | 無し                     | 角川書店         | 1980年10月      | 1980年10月            | 無し                  | 2019年6月  | ISBN 978-4-6230-8586-6 | 角川文庫 白 252-4        |
| 27   | 古代通史               | 古田武彦の物語る古代世界 | 原書房           | 1994年10月      | 無し                  | 無し                  | 2020年12月 | ISBN 978-4-6230-6674-2 |                          |

#### 古田武彦・歴史への探究シリーズ
- 古田武彦と古代史を研究する会編『古田武彦・歴史への探究 1 俾弥呼の真実』ミネルヴァ書房、2013年3月10日 ISBN 9784623064922
- 古田武彦と古代史を研究する会編『古田武彦・歴史への探究 2 史料批判のまなざし』ミネルヴァ書房、2013年4月15日 ISBN 9784623064939
- 古田武彦と古代史を研究する会編『古田武彦・歴史への探究 3 現代を読み解く歴史観』ミネルヴァ書房、2013年4月30日 ISBN 9784623064946
- 古田武彦と古代史を研究する会編・多元的古代研究会編『古田武彦・歴史への探究 4 古田武彦が語る多元史観』ミネルヴァ書房、2014年10月30日 ISBN 9784623069347
- 古田武彦と古代史を研究する会編『古田武彦・歴史への探究 5 古田武彦の古代史百問百答』ミネルヴァ書房、2015年4月20日 ISBN 9784623069354
- 平松健編『古田武彦・歴史への探究 6 鏡が映す真実の古代』ミネルヴァ書房、2016年9月10日 ISBN 978-4-6230-7736-6

#### 単著（親鸞関係）
- 『親鸞－人と思想－』
  - センチュリーブックス 人と思想 8、清水書院、1970年（昭和45年）4月。
  - 『古田武彦著作集 親鸞・思想史研究編 1』 明石書店、2002年（平成14年）7月。ISBN 4-7503-1588-5
  - 新装版 (Century Books )、清水書院 2015年（平成27年）9月。ISBN 978-4-3894-2008-6
- 『親鸞思想－その史料批判ー』
  - 冨山房、1975年（昭和50年）。
  - 明石書店、1996年（平成8年）6月。ISBN 4-7503-0817-X
  - 『古田武彦著作集 親鸞・思想史研究編 2』、明石書店、2003年（平成15年）9月。ISBN 4-7503-1780-2
- 『わたしひとりの親鸞』
  - 毎日新聞社、1978年（昭和53年）7月。4-6203-0153-1
  - 徳間書店（徳間文庫）、1985年（昭和60年）2月。ISBN 4-1959-7803-3
  - 『古田武彦著作集 親鸞・思想史研究編 3』明石書店、2002年（平成14年）1月。ISBN 4-7503-1530-3
  - 明石書店（明石選書）、2012年（平成24年）12月。ISBN 978-4-7503-3736-4

### 共著
- 『邪馬臺国の常識 - 毎日新聞社の古代史シリーズ－』（1974年 毎日新聞社）松本清張編「邪馬壹国の資料批判」を収録
- 『日本古代史の謎』（1975年 朝日新聞社）「「邪馬台国」はなかった－その後－」を収録
- 『邪馬台国の謎』（1976年 汐文社）
- 『続・邪馬台国のすべて』（1977年 朝日新聞社）「邪馬台国論争は終わった＝その地点から」を収録
- 『古代史の宝庫』（1977年 朝日新聞社）「九州」を収録
- 『津軽が切りひらく古代－東北王朝と歴史への旅－』（1991年8月1日、新泉社）「市民古代史の会」編
- 『神武歌謡は生きかえった－古代史の新局面－』（1992年6月25日、新泉社）
- 『聖徳太子論争－市民の古代別巻1－』（新装版は2006年3月、新泉社）
- 『古代史討論シンポジウム「邪馬台国」徹底論争』1巻 言語、行路・里程編（1992年6月25日、新泉社）
- 『古代史討論シンポジウム「邪馬台国」徹底論争』2巻 考古学・総合編（1992年10月15日、新泉社）
- 『古代史討論シンポジウム「邪馬台国」徹底論争』3巻 信州の古代学、古代の夕・対話他編（1993年4月10日、新泉社）
- 『古代史徹底論争－「邪馬台国」シンポジウム以後－』（1993年1月20日、駸々堂）
- 『シンポジウム 邪馬壹国から九州王朝へ』(1987年10月、新泉社)
- 『天皇陵を発掘せよ－大古墳の研究はなぜ必要か－』（1993年2月15日、三一書房）
- 『法隆寺論争－市民の古代別巻4－』（1993年5月25日、新泉社）
- 『古代史の「ゆがみ」を正す－「短里」でよみがえる古典－』（1994年4月5日、新泉社）
- 『天皇陵の真相－永遠の時間のなかで－』（1994年7月15日、三一書房）
- 『日本書紀を批判する―記紀成立の真相』（1994年、新泉社）

### 訳書
- 『倭人も太平洋を渡ったーコロンブス以前のアメリカ発見－』（1977年、八幡書店）原書名は『Man across the Sea』